# Natalie Zea

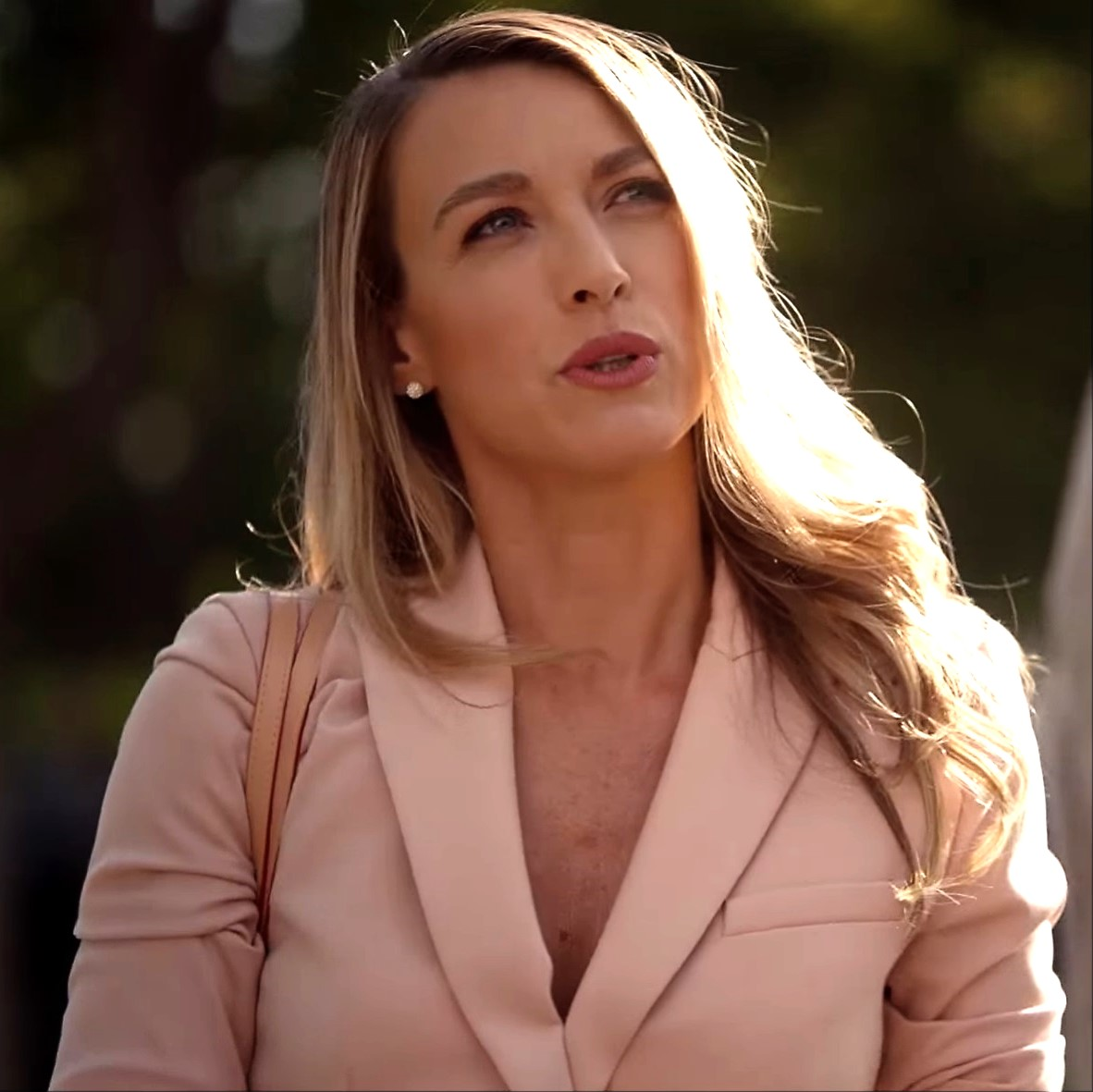
Natalie Zea (2017)

Natalie Zea (* 17. März 1975 in Harris County, Texas) ist eine US-amerikanische Schauspielerin.

## Leben und Karriere
Zea wurde unter anderem durch ihre Rolle der Gwen Hotchkiss in der NBC-Seifenoper Passions, für die Darstellung der Karen Darling in Dirty Sexy Money und als Winona Hawkins in Justified bekannt. Neben ihrer Hauptrolle in Justified war sie 2013 in einer Hauptrolle und ab 2013 in einer wiederkehrenden Gastrolle als Claire Matthews in der Serie The Following zu sehen. Ebenso hatte sie eine Nebenrolle in der Science-Fiction-Serie Under the Dome. Seit 2016 ist sie in der Serie The Detour zu sehen.
Zea ist seit Juli 2014 mit Travis Schuldt, ihrem Schauspielkollegen aus Passions, verheiratet. Die Hochzeit fand am 16. Juli 2014 auf Hawaii statt. Im Oktober 2015 kam Reygan, die gemeinsame Tochter der beiden, zur Welt.

## Filmografie (Auswahl)
- 2000–2002: Passions (Fernsehserie)
- 2001: CSI: Den Tätern auf der Spur (CSI: Crime Scene Investigation, Fernsehserie, Episode 1x19 Gentle, Gentle)
- 2004: The Shield – Gesetz der Gewalt (The Shield, Fernsehserie, 5 Episoden)
- 2005: Two and a Half Men (Fernsehserie, Episode 3x05 We Called It Mr. Pinky)
- 2005–2007: Eyes (Fernsehserie, 12 Episoden)
- 2006: Without a Trace – Spurlos verschwunden (Without a Trace, Fernsehserie, Episode 4x24 Crossroads)
- 2007–2009: Dirty Sexy Money (Fernsehserie, 23 Episoden)
- 2009: Medium – Nichts bleibt verborgen (Medium, Fernsehserie, Episode 6x01 Deja Vu All Over Again)
- 2009: Hung – Um Längen besser (Fernsehserie, 4 Episoden)
- 2010: Die etwas anderen Cops (The Other Guys)
- 2010: The Defenders (Fernsehserie, 3 Episoden)
- 2010: Law & Order: LA (Law & Order: Los Angeles, Fernsehserie, Episode 1x06 Hondo Field)
- 2010–2015: Justified (Fernsehserie, 49 Episoden)
- 2011: Franklin & Bash (Fernsehserie, Episode 1x02 She Came Upstairs to Kill Me)
- 2011: Royal Pains (Fernsehserie, Episode 3x01 Traffic)
- 2011: Person of Interest (Fernsehserie, Episode 1x01 Pilot)
- 2012: Californication (Fernsehserie, 4 Episoden)
- 2012: Burden of Evil – Die Last des Bösen (Burden of Evil, Fernsehfilm)
- 2013: Sweet Talk
- 2013: Under the Dome (Fernsehserie, 3 Episoden)
- 2013–2014: The Following (Fernsehserie, 23 Episoden)
- 2015: Too Late
- 2016–2019: The Detour (Fernsehserie, 41 Episoden)
- 2017: Grey Lady
- 2017: White Famous (Fernsehserie, 4 Episoden)
- 2019: Lady Hater (Kurzfilm)
- 2020: 9-1-1: Lone Star (Fernsehserie, 2 Episoden)
- 2020–2021: The Unicorn (Fernsehserie, 9 Episoden)
- 2020: Die LMAA-Liste (The F**k-It List)
- 2021: Happily
- 2021–2024: La Brea (Fernsehserie, 25 Episoden)
- 2023: Justified: City Primeval (Miniserie, Episode 1x08 The Question)
- 2024: Chicago Med (Fernsehserie)